# 西北地郡
西北地郡，中国南北朝时设置的郡。
北魏献文帝时置西北地郡，属华州。治所在彭阳县，下辖彭阳县、富平县、安武县、阳周县、独乐县、襄乐县、肤施县。北魏末年，华州改为豳州。辖境约相当今甘肃省庆阳市西峰区北彭原乡、庆城县西南，下辖彭阳县、富平县、安武县。西魏属宁州，废除富平县，安武县改属安武郡。西魏文帝大统元年（535年）复置归德县。北周时襄乐郡的襄乐县改属西北地郡，此时西北地郡下辖彭阳县、归德县、襄乐县。隋文帝开皇三年（583年）废除西北地郡，彭阳县、归德县、襄乐县直属宁州。